# Jesús Palomino
Jesús Palomino (Sevilla, 1969) és un artista visual i escriptor de viatges, actualment professor de la Facultat de Belles Arts de Màlaga. Al llarg de la seua carrera ha abordat pràctiques artístiques multidisciplinars, com la instal·lació, els projectes sonors, l'audiovisual, les entrevistes o el viatge com a experiència artística que de vegades presenta en forma de llibre. Bona part dels seus treballs artístics tenen la consideració de site-specific, és a dir projectes que analitzen la identitat de l'espai on es desenvolupen.
Jesús Palomino realitza habitualment projectes artístics per encàrrec, des d'una dimensió ètica i política. Ha realitzat diversos treballs sobre nomadisme cultural i estudis sobre les pràctiques de l'activisme feminista a partir dels textos de la professora i política Berit Ås. L'obra de l'artista uneix amb aparença de normalitat objectes quotidians que semblen no tenir nexes comuns. Ha realitzat estades de treball a països com Panamà, Sèrbia, Xina, Camerun o Estats Units

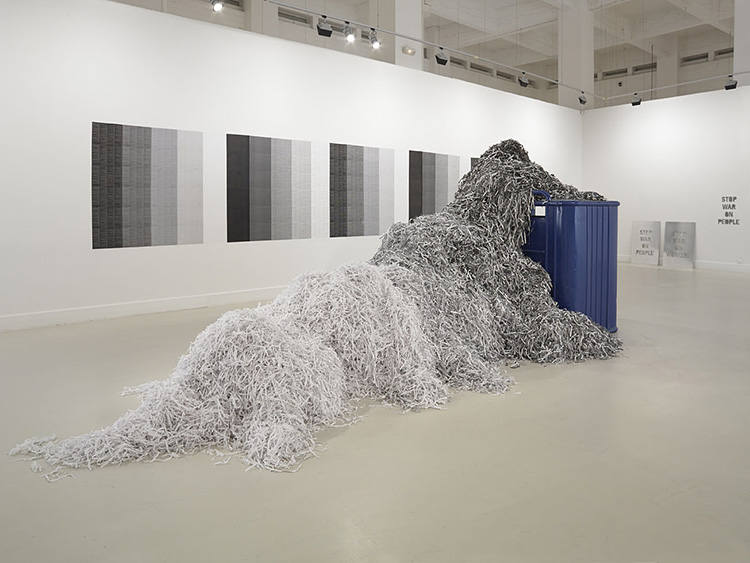
Creative Inquiry. Obra realitzada al CAC de Màlaga, juny de 2014